# Kreuzauffindung (Unsleben)

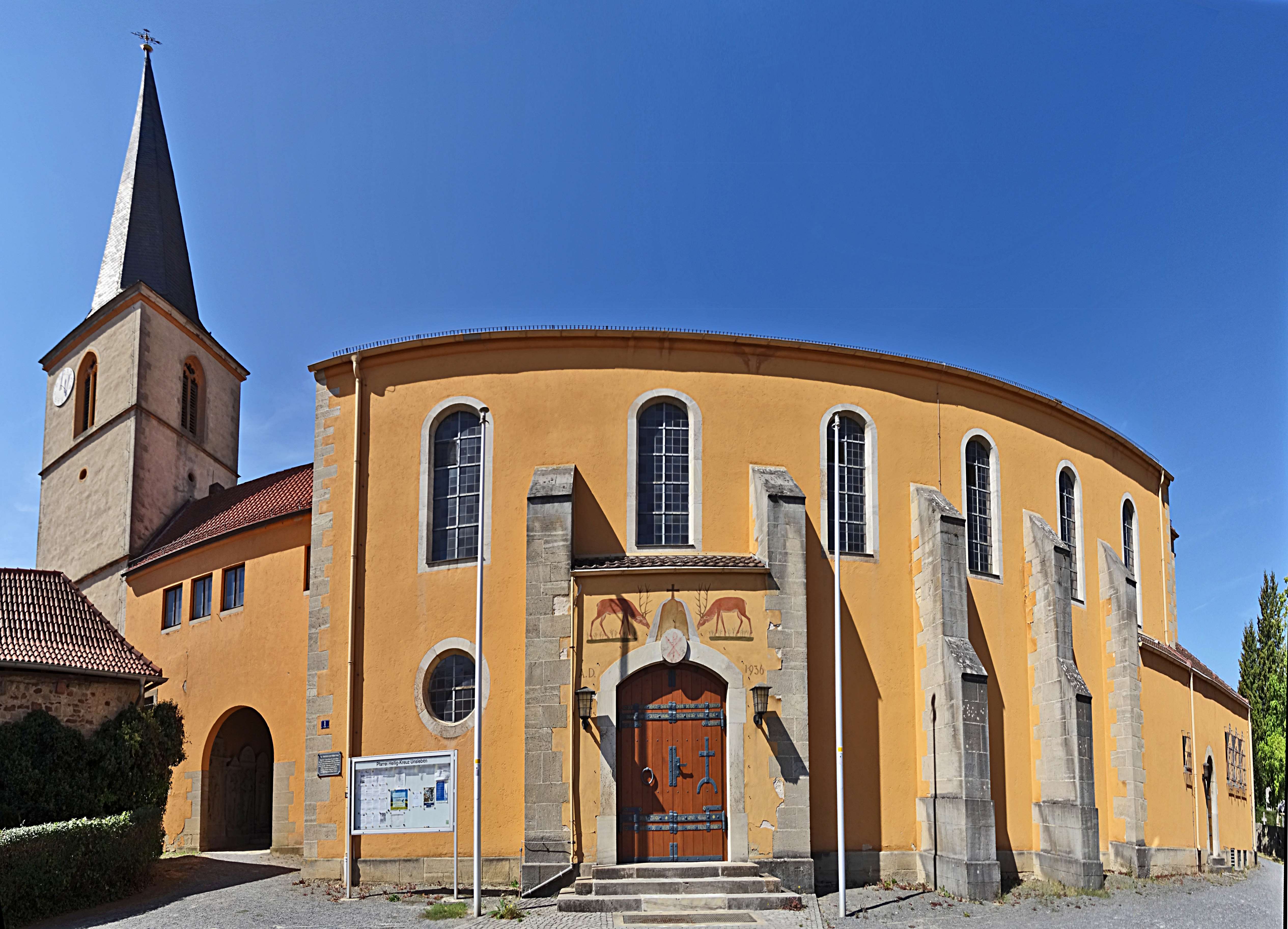
Die neue Kirche von Osten

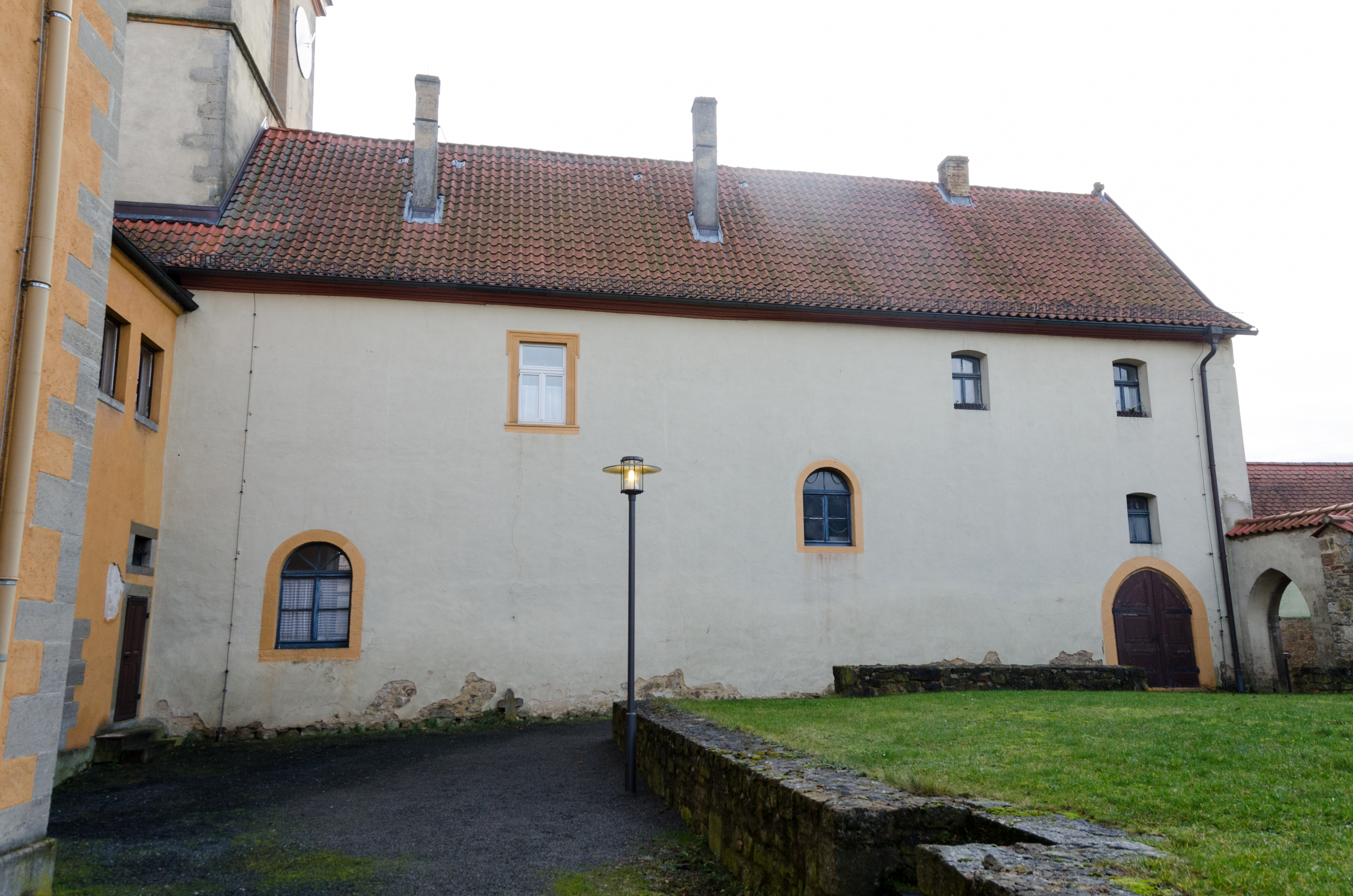
Die alte Kirche

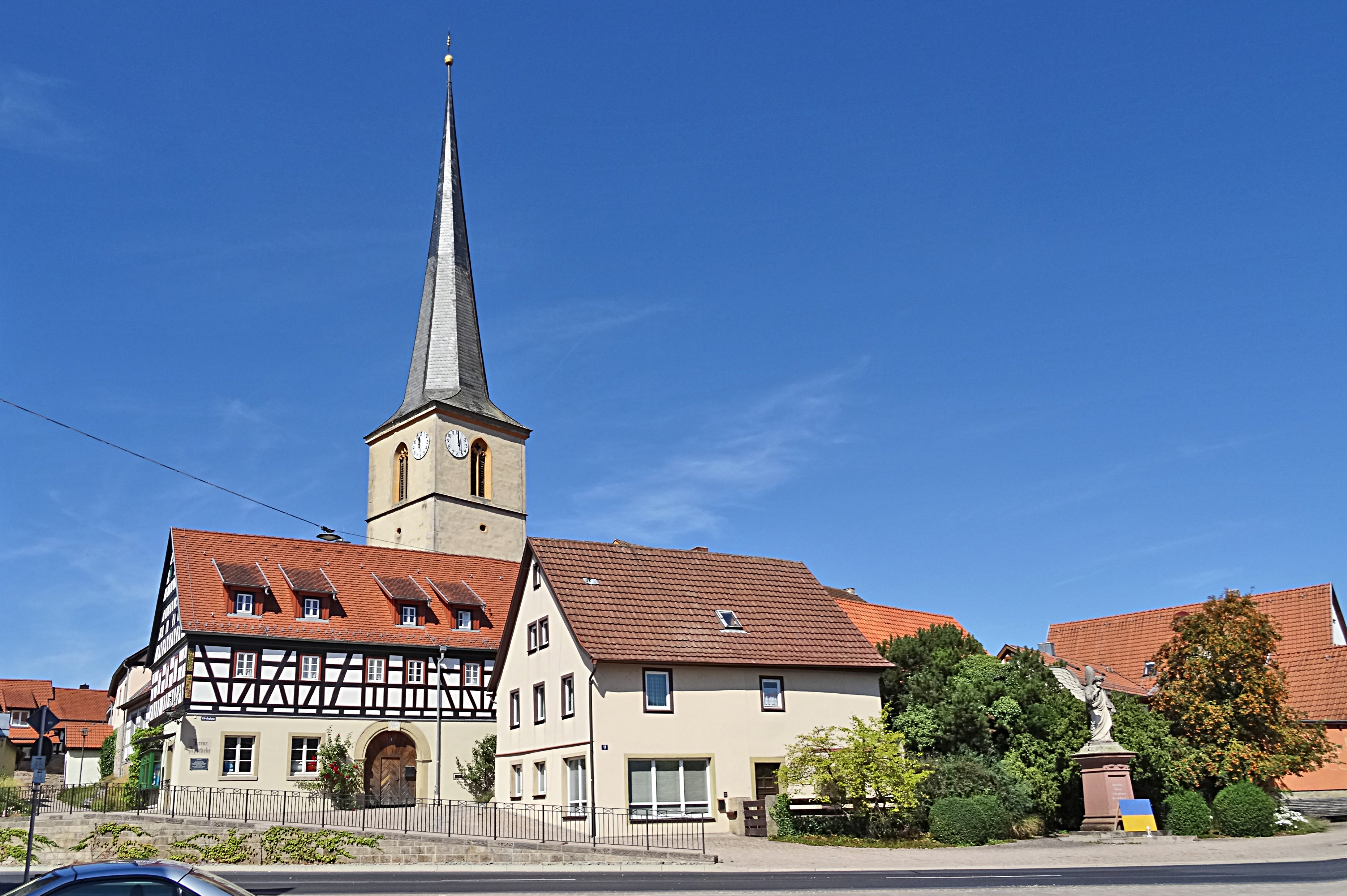
Kirchplatz

Die römisch-katholische Pfarrkirche Kreuzauffindung ist die Dorfkirche von Unsleben, einer Gemeinde im unterfränkischen Landkreis Rhön-Grabfeld. Unsleben ist ein Teil der Pfarreiengemeinschaft „Um den Michaelsberg“. Die Kirche gehört zu den Baudenkmälern von Unsleben und ist unter der Nummer D-6-73-175-21 in der Bayerischen Denkmalliste registriert.

## Geschichte
Die Pfarrei Unsleben wurde im Jahr 1466 durch Abtrennung von der Urpfarrei Brend gegründet. Die alte Kirche wurde in den Jahren 1466 bis 1470 erbaut und ab dem Jahr 1600 bis 1602/08 erweitert; der Kirchturm entstand im Jahr 1620. Die neue Kirche wurde im Jahr 1936 fertig gestellt. Die Einweihung durch den Würzburger Bischof Matthias Ehrenfried fand am 5. Juli 1936 statt.

## Beschreibung
Alte und neue Kirche bilden eine rechtwinklige Anlage. Die alte Kirche, die sich nicht mehr im Originalzustand befindet, war nach Osten auf den ehemaligen Chorturm ausgerichtet. Dieser besitzt einen spitzen Helm und spitzbogige Schallfenster mit Maßwerk. Zwischen dem Turm und der neuen Kirche befindet sich ein Verbindungsbau mit Torbogen. Die neue Kirche orientiert sich nach Norden. Das Langhaus besitzt sechs, der gerade geschlossene Chor zwei Fensterachsen. Die Fenster sind rundbogig.

## Ausstattung

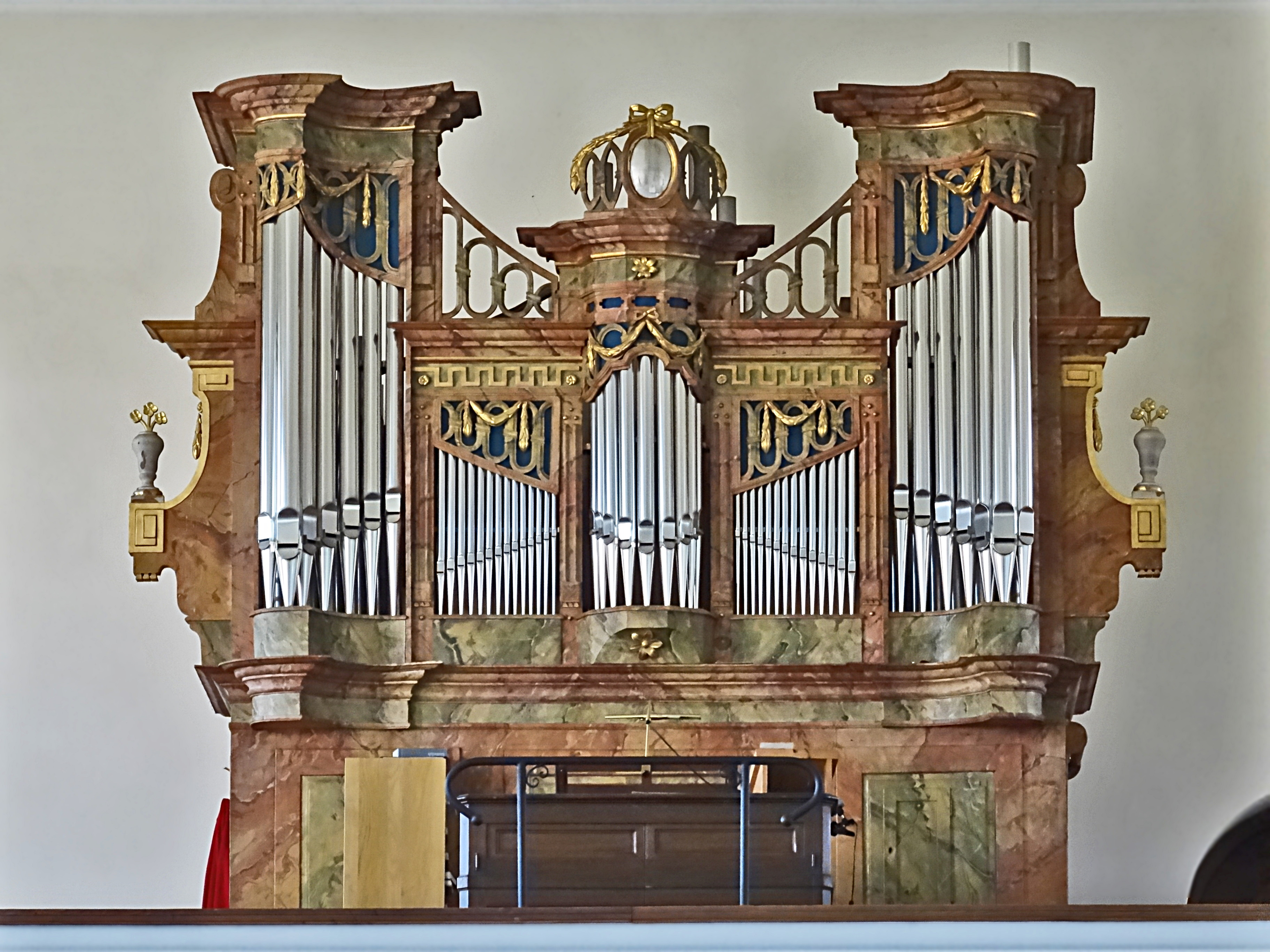
Steinmeyer-Orgel

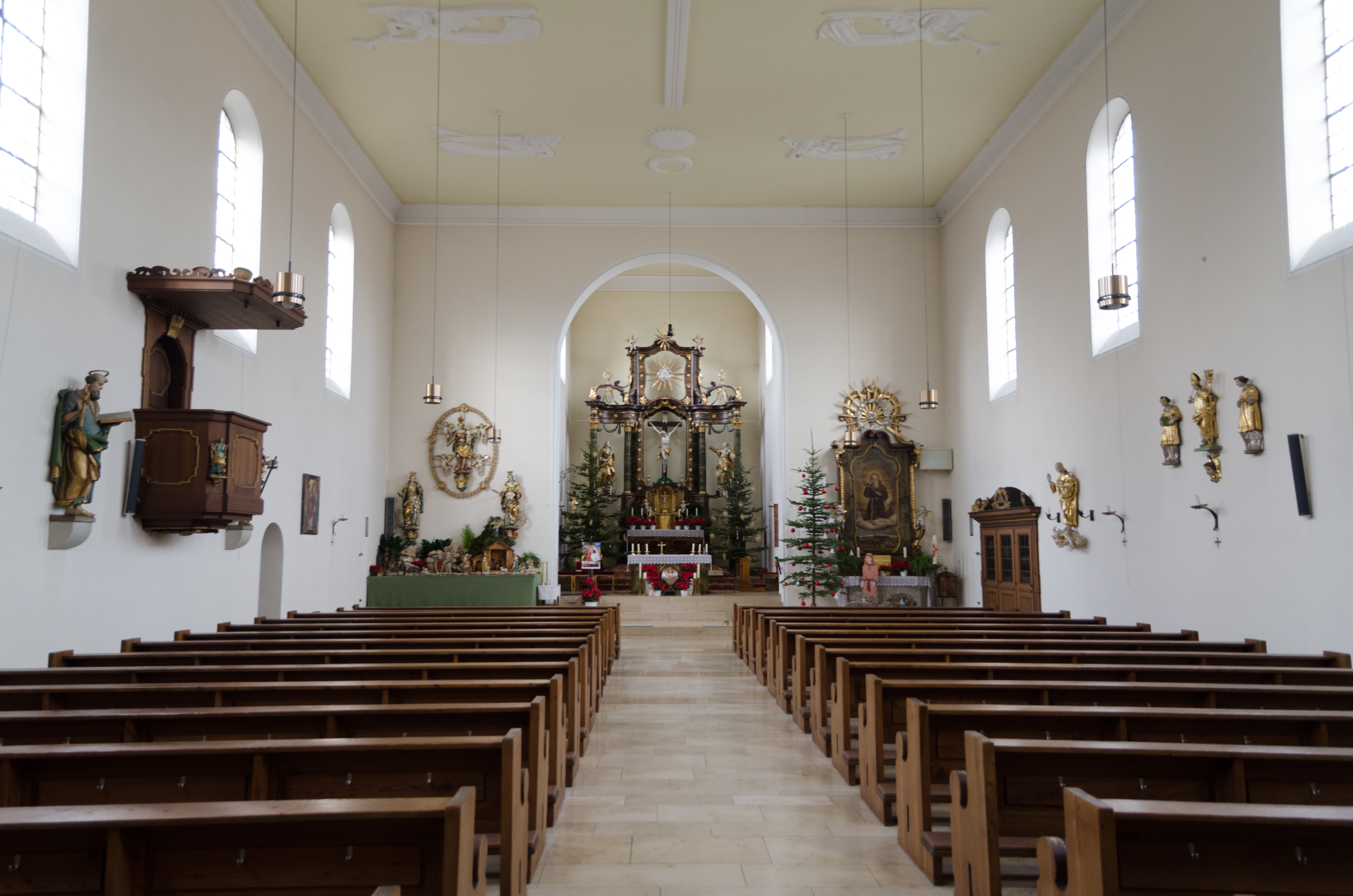
Das Innere

Der Hochaltar mit einem Kruzifix und Seitenfiguren über den Durchgängen ist klassizistisch aus der Zeit um 1780. Weiterhin ist ein rechter Seitenaltar mit Altarbild und eine  Kanzel vorhanden. Eine Muttergottes mit Engeln im Strahlenkranz ersetzt den linken Seitenaltar. Die Kirche enthält auch Grabmäler der Truchsessen von Wetzhausen, besonders das des Bernhard und seiner Frau († 1554).
Die Orgel von Steinmeyer & Co. mit 16 Registern, verteilt auf 2 Manuale und Pedal, aus dem Jahre 1899 ist auf der südlichen Empore aufgestellt. Sie wurde 2009 durch Orgelbaumeister Andreas Heinrich Weber restauriert.
Das Geläut der Kirche besteht aus vier Glocken.